# Phyllostomus elongatus
Phyllostomus elongatus es una especie de murciélago de la familia Phyllostomidae.

## Distribución geográfica
Se encuentra en Bolivia, Brasil, Colombia, Ecuador, Guayana, Perú Surinam y Venezuela

## Importancia sanitaria
Esta especie es considerada como vector biológico de la rabia.